# Katedra

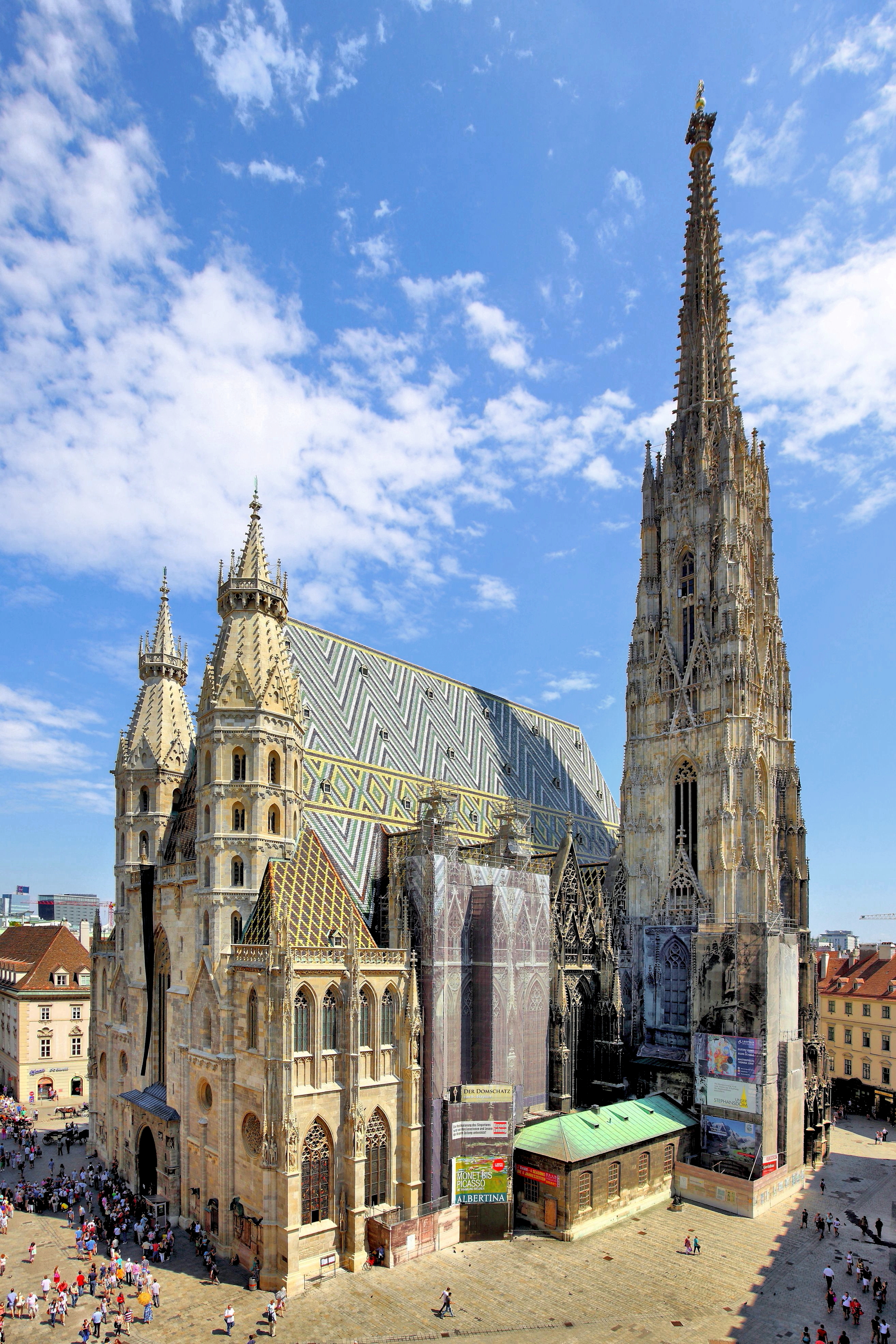
Katedra św. Szczepana w Wiedniu

Katedra (kościół katedralny, biskupi; łac. ecclesia cathedralis, z gr. καθέδρα, kathedra – krzesło, siedziba) – główny kościół diecezji, siedziba biskupa diecezjalnego. 
Potocznie termin stosowany również wobec archikatedr, konkatedr, prokatedr i kościołów patriarchalnych, a niekiedy także jako swobodne określenie najważniejszego lub najstarszego kościoła miejskiego.

## Historia
Rozszerzenie pojęcia katedra (początkowo jako miejsce do siadania) nastąpiło wraz z ustanowieniem święta katedry św. Piotra (354 r.). W modlitwie skierowanej do św. Piotra, a związanej z tym świętem oznaczała ona kierowanie kościołem. Od X wieku rozpowszechniła się jako nazwa kościoła biskupiego – przedtem stosowano terminy ecclesia matrix i ecclesia mater.
Początkowo, na wzór bazyliki laterańskiej (IV w.), kościoły biskupie nosiły wezwanie Salwatora. W 896 r. sama katedra laterańska otrzymała wezwanie św. Jana, dopiero później zaczęto nadawać katedrom wezwania maryjne i świętych.
Według zwyczaju w swojej katedrze chowany jest biskup. Datę ustanowienia katedry obchodzi się jako święto danej diecezji.

## Tron biskupi

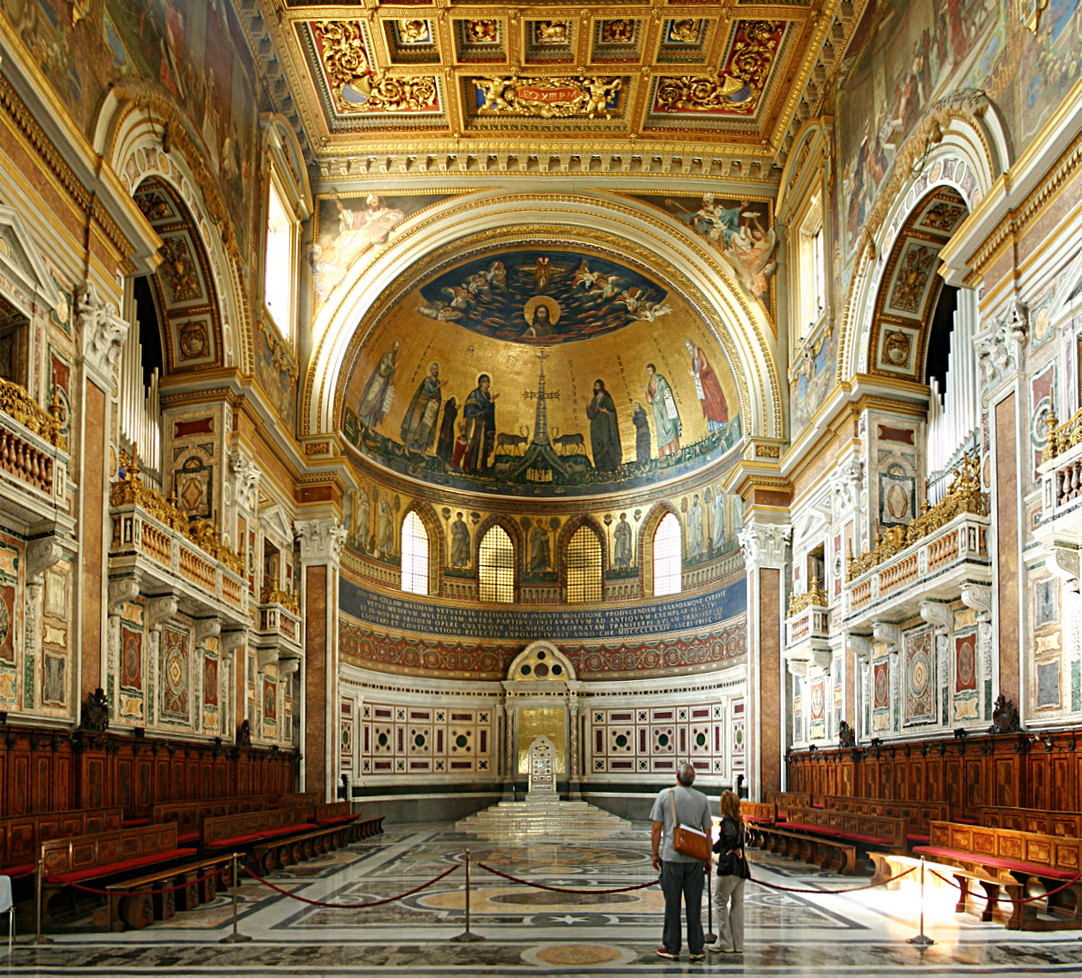
Apsyda bazyliki laterańskiej z tronem biskupim

Widocznym i charakterystycznym elementem katedry jest tron biskupi, z którego biskup zwraca się do wiernych. Początkowo zwany katedrą, a od X w., kiedy to katedrą zaczęto nazywać kościół biskupi, tronem. Tron biskupi może być umieszczony czasowo w dowolnym kościele danej diecezji, katedrą w ścisłym sensie jest jednak jedynie ten kościół, w którym jest on umieszczony na stałe. Początkowo tron biskupi znajdował się w absydzie, przed ołtarzem, po soborze trydenckim tron umieszczano z boku ołtarza, od soboru watykańskiego II tron umieszcza się bliżej nawy. Tradycyjny tron biskupi znajduje się na trzech stopniach i okryty jest baldachimem, w nowszych katedrach zwyczaj ten nie jest już jednak praktykowany.
Kościół katedralny i tron biskupi od początków dziejów Kościoła stanowią symbol autorytetu i władzy biskupa. Funkcje katedry jako symbolu władzy biskupiej rozpatrywali już Ojcowie Kościoła: św. Cyprian [De Unitate 4; 6] widział w katedrze symbol autorytetu biskupiego i jedności Kościoła lokalnego. Św. Augustyn tłumaczył usytuowanie katedry w absydzie potrzebą rozpoznawalności biskupa wśród wiernych oraz obowiązkiem czuwania, który nad nim ciąży [Enarratio in Ps. 126; Sermo 91,5].

## Erygowanie katedry
Status prawnokanoniczny katedry nie zależy od jej wielkości ani formy architektonicznej. Podniesiony do godności katedry może zostać bez żadnych zmian w wyglądzie dowolny kościół w danej diecezji. Tylko biskup miejsca może ustanowić katedrę, nie mogą tego uczynić biskupi tytularni. Przeważnie erygowanie katedry wraz z utworzeniem diecezji zatwierdza Stolica Apostolska za pomocą wydanego specjalnie w tym celu Listu Apostolskiego. Są jednak wyjątki od tej zasady, w Stanach Zjednoczonych na mocy postanowień III Synodu w Baltimore biskupi wybierają swoje katedry samodzielnie.
Mimo że do godności katedry może zostać podniesiony dowolny kościół w obrębie danej diecezji, zazwyczaj w każdej jest tylko jedna katedra. Niemal zawsze kościół taki znajduje się w tym samym mieście, w którym rezyduje biskup. Dwie katedry w jednej diecezji mogą istnieć, gdy dwie starsze diecezje zostały połączone aeque principaliter – nazywają się wtedy konkatedrami. Kościół pełniący funkcje katedry jedynie czasowo nazywa się natomiast prokatedrą.